# Canton de Castres-3
Le canton de Castres-3 est une circonscription électorale française du département du Tarn.

## Histoire
Un nouveau découpage territorial du Tarn entre en vigueur à l'occasion des premières élections départementales suivant le décret du 17 février 2014. Les conseillers départementaux sont, à compter de ces élections, élus au scrutin majoritaire binominal mixte. Les électeurs de chaque canton élisent au Conseil départemental, nouvelle appellation du Conseil général, deux membres de sexe différent, qui se présentent en binôme de candidats. Les conseillers départementaux sont élus pour 6 ans au scrutin binominal majoritaire à deux tours, l'accès au second tour nécessitant 12,5 % des inscrits au 1er tour. En outre la totalité des conseillers départementaux est renouvelée. Ce nouveau mode de scrutin nécessite un redécoupage des cantons dont le nombre est divisé par deux avec arrondi à l'unité impaire supérieure si ce nombre n'est pas entier impair, assorti de conditions de seuils minimaux. Dans le Tarn, le nombre de cantons passe ainsi de 46 à 23.
Le canton de Castres-3 est formé d'une commune de l'ancien canton de Castres-Ouest et d'une fraction de Castres. Il est entièrement inclus dans l'arrondissement de Castres. Le bureau centralisateur est situé à Castres.

## Représentation
| Période élective | Période élective | Mandat | Mandat   | Identité          | Nuance | Nuance | Qualité |
| ---------------- | ---------------- | ------ | -------- | ----------------- | ------ | ------ | --- |
| 2015             | 2021             | 2015   | 2021     | Isabelle Espinosa |        | PRG    | Assistante commerciale 11ème Vice-Présidente du Conseil départemental                                                              |
| 2015             | 2021             | 2015   | 2021     | Christophe Testas |        | PS     | Rédacteur territorial Ancien conseiller général du Canton de Castres-Sud (2008-2015) 4ème vice-président du Conseil départemental  |
| 2021             | 2028             | 2021   | en cours | Isabelle Espinosa |        | PRG    | Coordinatrice au sein d'une association sociale et professionnelle, conseillère sortante, 11ème vice-présidente chargée des sports |
| 2021             | 2028             | 2021   | en cours | Christophe Testas |        | PS     | Conseiller sortant, 4ème vice-président chargé du développement durable                                                            |

### Résultats détaillés

#### Élections de mars 2015
À l'issue du 1er tour des élections départementales de 2015, deux binômes sont en ballottage : Isabelle Espinosa et Christophe Testas (Union de la Gauche, 29,85 %) et Véronique Millet et Jean-Paul Piloz (FN, 28,41 %). Le taux de participation est de 52,62 % (5 984 votants sur 11 372 inscrits) contre 58,71 % au niveau départemental et 50,17 % au niveau national.
Au second tour, Isabelle Espinosa et Christophe Testas (Union de la Gauche) sont élus avec 57,58 % des suffrages exprimés et un taux de participation de 53,7 % (3 153 voix pour 6 106 votants et 11 371 inscrits).

#### Élections de juin 2021
Le premier tour des élections départementales de 2021 est marqué par un très faible taux de participation (33,26 % au niveau national). Dans le canton de Castres-3, ce taux de participation est de 31,26 % (3 542 votants sur 11 329 inscrits) contre 39,08 % au niveau départemental. À l'issue de ce premier tour, deux binômes sont en ballottage : Isabelle Espinosa et Christophe Testas (DVG, 40,7 %) et Julie Capo Ortega et Laurent Picouza (DVD, 30,51 %).
Le second tour des élections est marqué une nouvelle fois par une abstention massive équivalente au premier tour. Les taux de participation sont de 34,36 % au niveau national, 39,14 % dans le département et 31,99 % dans le canton de Castres-3. Isabelle Espinosa et Christophe Testas (DVG) sont élus avec 52,96 % des suffrages exprimés (1 805 voix pour 3 626 votants et 11 334 inscrits),,.

## Composition
| Nom                             | Code Insee | Intercommunalité      | Superficie (km2) | Population (dernière pop. légale)                | Densité (hab./km2) | Modifier                                    |
| ------------------------------- | ---------- | --------------------- | ---------------- | ------------------------------------------------ | ------------------ | ------------------------------------------- |
| Castres (bureau centralisateur) | 81065      | CA de Castres-Mazamet | 98,17            | Fraction : 14 583 (2022) Commune : 42 700 (2022) | 435                | modifier les données · modifier les données |
| Navès                           | 81195      | CA de Castres-Mazamet | 9,75             | 690 (2022)                                       | 71                 | modifier les données · modifier les données |
| Canton de Castres-3             | 8109       |                       |                  | 15 273 (2022)                                    |                    | modifier les données                        |

Le canton de Castres-3 comprend :
1. la commune de Navès,
2. la partie de la commune de Castres non incluse dans les cantons de Castres-1 et de Castres-2.

## Démographie
En 2022, le canton comptait 15 273 habitants, en évolution de +1,82 % par rapport à 2016 (Tarn : +2,52 %, France hors Mayotte : +2,11 %).
| 2013   | 2018   | 2022   |
| ------ | ------ | ------ |
| 15 439 | 15 091 | 15 273 |